# Pione Sisto
Pione Sisto Ifolo Emirmija (Kampala, Uganda, 4 de febrero de 1995) es un futbolista danés de origen sursudanés. Juega de centrocampista en el Aris Salónica F. C. de la Superliga de Grecia. Es internacional absoluto con la selección danesa.

## Trayectoria

### Biografía
Pione Sisto nació en Uganda de forma circunstancial: sus padres eran emigrantes de Sudán del Sur que huían de la guerra civil. Cuando solo tenía dos meses, toda la familia pudo emigrar a Dinamarca con estatus de refugiado y establecieron su residencia en Skive, donde Pione pasó parte de su infancia con sus siete hermanos; cuatro varones y tres mujeres.

### F. C. Midtjylland
La familia Sisto se trasladó después a Herning por motivos laborales y Pione comenzó a jugar al fútbol con 7 años en un modesto club local, el Tjørring IF. Años más tarde llamó la atención de los ojeadores del equipo más importante de la ciudad, el FC Midtjylland, con el que firmó un contrato para las categorías inferiores. El 2 de diciembre de 2012, con solo 17 años, hizo su debut profesional en un encuentro de la Superliga contra el F.C. København.

Pione Sisto durante un partido del Real Club Celta de Vigo.

A partir de la temporada 2013-14 es ascendido al primer equipo del Midtjylland, y el 19 de julio de 2013 consiguió su primer gol como profesional contra el Aarhus GF. En su año de debut se aseguró el puesto de extremo derecho titular, con un total de 6 goles en 27 partidos. Gracias a esas actuaciones, fue votado «mejor jugador del año» por la Asociación de Futbolistas de Dinamarca. Su rendimiento mejoró en la campaña 2014-15: el Midtjylland conquistó el título de liga y él anotó 8 goles en 22 partidos. 
Considerado uno de los jóvenes más prometedores del fútbol danés, la prensa internacional ha destacado de Sisto su técnica, su golpeo de falta y visión de juego. En el verano de 2015, el Midtjylland ha rechazado ofertas del Celta de Vigo (4,5 millones de euros), y del Ajax de Ámsterdam (7 millones).

### R. C. Celta de Vigo
El 31 de julio de 2016 se hizo oficial que el Celta de Vigo había fichado a Pione Sisto por 6,7 millones de euros. Su debut en partido oficial fue en la primera jornada de Primera División, el 23 de agosto frente al Club Deportivo Leganés (0-1). Anota su primer gol oficial como celeste frente al Espanyol en Liga el 25 de septiembre.
Tras cuatro temporadas en el conjunto vigués, el 5 de septiembre de 2020 se hizo oficial su vuelta al F. C. Midtjylland. Esta segunda etapa en el club duró tres años y en septiembre de 2023 fichó por el Alanyaspor. Allí estuvo una temporada y en julio de 2024 se unió al Aris Salónica F. C.

## Selección nacional

### Selección sub-21
Pione Sisto es internacional por la selección de fútbol de Dinamarca. Aunque siempre mostró interés por jugar con ellos, no pudo cumplir su sueño hasta que se le concedió la nacionalidad danesa en diciembre de 2014. El extremo fue animado entre otros por el seleccionador danés, Morten Olsen, quien expresó su deseo de llamarle para la absoluta. La FIFA autorizó su internacionalidad el 8 de mayo de 2015.
La selección sub-21 le hizo debutar en un amistoso el 23 de enero contra el Dinamo de Bucarest, del que fue protagonista al marcar un hat trick en la victoria por 7-1. El 17 de junio disputó su primer partido oficial contra la República Checa, correspondiente a la Eurocopa Sub-21 de 2015, y marcó un gol.

### Selección absoluta
Sisto debutó con la selección absoluta de Dinamarca el 4 de septiembre de 2015, en un encuentro clasificatorio de la Eurocopa 2016 contra Albania que terminó 0-0. El extremo solo disputó la primera parte, y en la segunda fue sustituido por Yussuf Poulsen.

## Estadísticas

### Clubes
- Actualizado hasta el 16 de febrero de 2025.

| Club                         | Div.          | Temporada     | Liga  | Liga  | Copas nacionales(1) | Copas nacionales(1) | Torneos internacionales(2) | Torneos internacionales(2) | Total | Total | Media goleadora(3) |
| Club                         | Div.          | Temporada     | Part. | Goles | Part.               | Goles               | Part.                      | Goles                      | Part. | Goles | Media goleadora(3) |
| ---------------------------- | ------------- | ------------- | ----- | ----- | ------------------- | ------------------- | -------------------------- | -------------------------- | ----- | ----- | ------------------ |
| F. C. Midtjylland Dinamarca  | 1.ª           | 2012-13       | 10    | 0     | 1                   | 0                   | 0                          | 0                          | 11    | 0     | 0                  |
| F. C. Midtjylland Dinamarca  | 1.ª           | 2013-14       | 27    | 6     | 2                   | 3                   | ―                          | ―                          | 29    | 9     | 0,31               |
| F. C. Midtjylland Dinamarca  | 1.ª           | 2014-15       | 22    | 8     | 0                   | 0                   | 2                          | 0                          | 24    | 8     | 0,33               |
| F. C. Midtjylland Dinamarca  | 1.ª           | 2015-16       | 29    | 4     | 0                   | 0                   | 13                         | 4                          | 42    | 8     | 0,19               |
| F. C. Midtjylland Dinamarca  | 1.ª           | 2016-17       | 2     | 2     | 0                   | 0                   | 5                          | 4                          | 7     | 6     | 0,86               |
| R. C. Celta de Vigo · España | 1.ª           | 2016-17       | 30    | 3     | 6                   | 1                   | 13                         | 2                          | 49    | 6     | 0,12               |
| R. C. Celta de Vigo · España | 1.ª           | 2017-18       | 34    | 5     | 2                   | 1                   | ―                          | ―                          | 36    | 6     | 0,17               |
| R. C. Celta de Vigo · España | 1.ª           | 2018-19       | 25    | 2     | 2                   | 0                   | ―                          | ―                          | 27    | 2     | 0,07               |
| R. C. Celta de Vigo · España | 1.ª           | 2019-20       | 21    | 2     | 2                   | 2                   | ―                          | ―                          | 23    | 4     | 0,17               |
| R. C. Celta de Vigo · España | Total club    | Total club    | 110   | 12    | 12                  | 4                   | 13                         | 2                          | 135   | 18    | 0,13               |
| F. C. Midtjylland Dinamarca  | 1.ª           | 2020-21       | 30    | 8     | 4                   | 0                   | 8                          | 0                          | 42    | 8     | 0,19               |
| F. C. Midtjylland Dinamarca  | 1.ª           | 2021-22       | 24    | 2     | 5                   | 0                   | 10                         | 0                          | 39    | 2     | 0,05               |
| F. C. Midtjylland Dinamarca  | 1.ª           | 2022-23       | 12    | 3     | 0                   | 0                   | 8                          | 2                          | 20    | 5     | 0,25               |
| F. C. Midtjylland Dinamarca  | Total club    | Total club    | 156   | 33    | 12                  | 3                   | 46                         | 10                         | 214   | 46    | 0,21               |
| Alanyaspor Turquía           | 1.ª           | 2023-24       | 20    | 1     | 3                   | 1                   | ―                          | ―                          | 23    | 2     | 0,09               |
| Alanyaspor Turquía           | Total club    | Total club    | 20    | 1     | 3                   | 1                   | 0                          | 0                          | 23    | 2     | 0,09               |
| Aris Salónica F. C. · Grecia | 1.ª           | 2024-25       | 20    | 0     | 3                   | 0                   | ―                          | ―                          | 23    | 0     | 0                  |
| Aris Salónica F. C. · Grecia | Total club    | Total club    | 20    | 0     | 3                   | 0                   | 0                          | 0                          | 23    | 0     | 0                  |
| Total carrera                | Total carrera | Total carrera | 306   | 46    | 30                  | 8                   | 59                         | 12                         | 395   | 66    | 0,17               |

### Selección
| Selección          | Año   | Amistosos | Amistosos | Amistosos | Eurocopa | Eurocopa | Eurocopa | Copa Mundial | Copa Mundial | Copa Mundial | Copa Confederaciones | Copa Confederaciones | Copa Confederaciones | Eliminatorias | Eliminatorias | Eliminatorias | Total | Total | Total  | Media goleadora |
| Selección          | Año   | Part.     | Goles     | Asist.    | Part.    | Goles    | Asist.   | Part.        | Goles        | Asist.       | Part.                | Goles                | Asist.               | Part.         | Goles         | Asist.        | Part. | Goles | Asist. | Media goleadora |
| ------------------ | ----- | --------- | --------- | --------- | -------- | -------- | -------- | ------------ | ------------ | ------------ | -------------------- | -------------------- | -------------------- | ------------- | ------------- | ------------- | ----- | ----- | ------ | --------------- |
| Absoluta Dinamarca | 2015  | 1         | 0         | 0         | -        | -        | -        | -            | -            | -            | -                    | -                    | -                    | 1             | 0             | 0             | 2     | 0     | 0      | 0,00            |
| Absoluta Dinamarca | Total | 1         | 0         | 0         | -        | -        | -        | -            | -            | -            | -                    | -                    | -                    | 1             | 0             | 0             | 2     | 0     | 0      | 0,00            |

### Resumen estadístico
| Torneo                  | Part. | Goles | Asist. | Media goleadora |
| ----------------------- | ----- | ----- | ------ | --------------- |
| Liga                    | 178   | 30    | 26     | 0,17            |
| Copas nacionales        | 13    | 5     | 0      | 0,38            |
| Torneos internacionales | 33    | 10    | 0      | 0,30            |
| Selección de Dinamarca  | 21    | 1     | 0      | 0,05            |
| Total                   | 245   | 46    | 26     | 0,19            |

## Palmarés

### Campeonatos nacionales
| Título                 | Club              | País      | Año  |
| ---------------------- | ----------------- | --------- | ---- |
| Superliga de Dinamarca | F. C. Midtjylland | Dinamarca | 2015 |
| Copa de Dinamarca      | F. C. Midtjylland | Dinamarca | 2022 |